# Zimelie

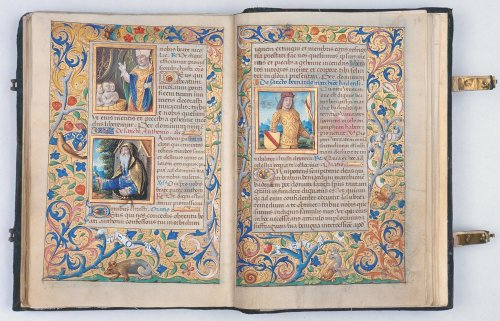
Illuminierte Handschrift, Badische Landesbibliothek, Karlsruhe

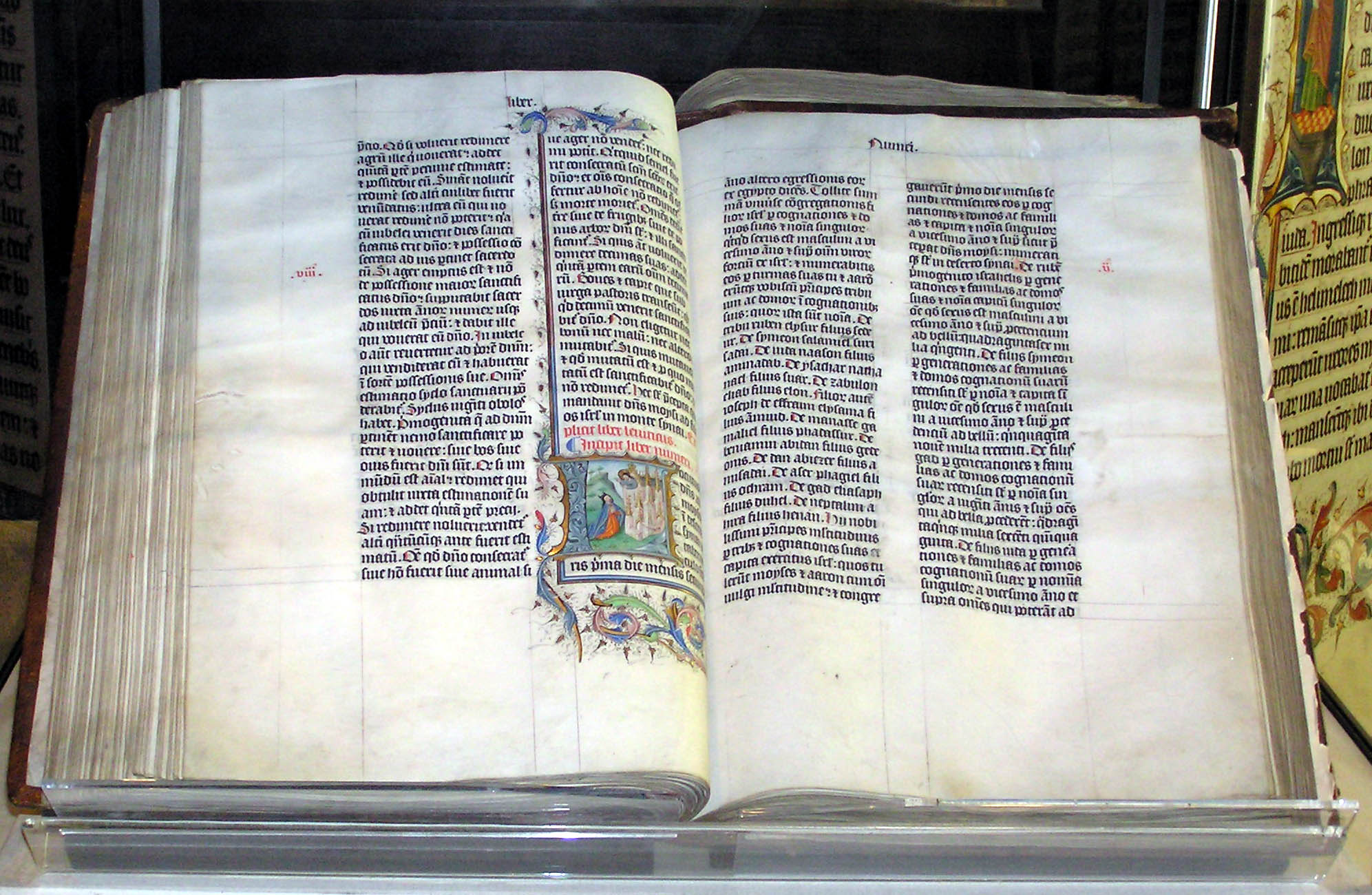
Handgeschriebene Bibel, Belgien 1407

Als Zimelien, zuweilen auch Cimelien (von altgriechisch κειμήλιον keimélion „Kleinod, Kostbarkeit“) bezeichnen Bibliothekare und Sammler seltene und wertvolle alte Drucke, illuminierte Manuskripte und besondere Dokumente mit Unikat-Charakter, die in Bibliotheken gesondert aufbewahrt werden.

## Begriff
Geläufiger ist heute die Bezeichnung Rara (Singular Rarum; von lateinisch rarus „selten, vereinzelt“) oder Rarissima. In der Regel umfasst die Rara-Abteilung einer Bibliothek Werke aus der Frühzeit der Druckkunst, aber auch spätere Stücke können dort eingeordnet werden, wenn sie etwa aufgrund ihres hohen Preises (z. B. Faksimiles), ihrer Provenienz oder ihres Unikatcharakters besonders gesichert werden sollen.
In den Klosterbibliotheken des Mittelalters und der Frühen Neuzeit wurden die wertvollen Schriften und Drucke nicht selten am Lesepult angekettet, um sie sowohl vor dem Herunterfallen als auch vor der Entwendung zu bewahren. Heute werden die Exemplare der Rara-Abteilungen dem Benutzer in der Regel nur auf Antrag und in gesonderten Lesesälen zur Einsicht vorgelegt oder durch Alternativen, zum Beispiel in Form von Faksimileausgaben, Mikrofilmen oder Digitalisaten, zugänglich gemacht.
Besonders kostbare Stücke werden in Tresoren aufbewahrt, wie zum Beispiel das Evangeliar Heinrichs des Löwen, das in der Herzog August Bibliothek in Wolfenbüttel in einem Spezialtresor liegt – dem Publikum wird ein Faksimile zur Ansicht bereitgestellt. Das Original wurde 1983 bei Sotheby’s in London für 32,5 Mio. D-Mark zugeschlagen, erfolgreicher Bieter für die Bundesrepublik Deutschland war der Bankier Hermann Josef Abs. Die Staats- und Stadtbibliothek Augsburg, für deren Zimelien im 19. Jahrhundert ein eigener Präsentationsraum, der sogenannte Untere Cimeliensaal, errichtet wurde, zeigte zum 480-jährigen Gründungsjubiläum im Jahre 2017 eine große Zimelienschau.
Kostbarste Einzelstücke aus kirchlichen und weltlichen Schatzkammern, Wunderkammern und Münzkabinetten werden ebenfalls als Zimelien bezeichnet.